# Азыртал
Азыртал — хребет, приуроченный к Абаканско-Уйбатскому блоку менее интенсивных поднятий с абсолютными отметками 500—1000 м, является отрогом Абаканского хребта.
Образовался на флексурообразной ступени, сложенной кембрийскими отложениями — серыми известняками и доломитами. Протягивается с юго-запад от 89° 56' в. д. на севевро-восток до 89° 90' в. д. более чем на 60 км и ограничивает на северо-западе Южно-Минусинскую впадину. Максимальная высота отмечаются в центральной части хребта — 1129 м и 1191 м (гора Колерчит). В целом это низкогорный массив, обрывающийся к равнине уступом высотой 200 м. Вершины сглажены, склоны покрыты смешанным березово-лиственничным лесом. На южных склонах юго-западной части берут начало правые притоки р. Уйбат — рр. Бейка, Тибек; на северных склонах — р. Уйбат. В субмеридиональном направлении Азыртал прорезает долина р. Уйбат.
На южных склонах находится Камызякская степь — участок Хакасского заповедника.